# Finding Dory
Finding Dory (bra: Procurando Dory; prt: À Procura de Dory) é um filme de animação estadunidense dos gêneros comédia dramática e aventura de 2016, produzido pela Pixar Animation Studios e lançado pela Walt Disney Pictures. Dirigido por Andrew Stanton, produzido por Lindsey Collins e escrito por Stanton e Victoria Strouse, o filme é a sequência de Finding Nemo, de 2003. Ellen DeGeneres e Albert Brooks reprisam seus papéis do primeiro filme, com Hayden Rolence (no lugar de Alexander Gould no papel de Nemo), Ed O'Neill, Kaitlin Olson, Ty Burrell, Diane Keaton e Eugene Levy se juntando ao elenco. O filme se concentra na peixe amnésica Dory, que viaja pelo oceano para se reunir com seus pais.
A Disney planejava fazer uma sequência de Finding Nemo desde 2005, incumbindo seu novo estúdio Circle 7 Animation após desentendimentos com a Pixar. Embora nunca tenha entrado em produção, um roteiro foi carregado no site oficial do Raindance Film Festival que inclui elementos do roteiro não feito. A aquisição da Pixar pela Disney no início de 2006 levou ao cancelamento da versão do filme que seria realizada pela Circle 7. A sequência foi anunciada como sendo feita pela Pixar em abril de 2013 com um cronograma para lançamento em novembro de 2015. O fictício Instituto de Vida Marinha retratado extensivamente no filme é baseado nas viagens de pesquisa da equipe de produção ao Aquário da baía de Monterey, ao The Marine Mammal Center (TMMC) e ao Aquário de Vancouver. Thomas Newman voltou para compor a trilha sonora.
O filme estreou no El Capitan Theatre em Los Angeles em 8 de junho de 2016 e foi lançado nos cinemas dos Estados Unidos em 17 de junho. Recebeu elogios generalizados da crítica, assim como seu antecessor, por sua animação, peso emocional, dublagem e humor. Arrecadou US$ 1,029 bilhão em todo o mundo, terminando sua exibição nos cinemas como o terceiro filme de maior bilheteria de 2016 e o quarto filme de animação de maior bilheteria na época. Finding Dory estabeleceu vários recordes de bilheteria, incluindo a de maior estreia de um filme de animação na América do Norte e de filme de animação de maior bilheteria doméstica.

## Enredo
Um ano depois dos eventos do primeiro filme, Dory começa a ter sonhos fragmentados e flashbacks de sua vida antes de conhecer Marlin e Nemo, particularmente seus pais. Depois de ouvir uma palestra do Tio Raia sobre a migração, em que animais marinhos usam o instinto de voltar para casa, as memórias de Dory são acionadas e ela tem a súbita vontade de encontrar seus pais, apenas vagamente lembrando que viviam na "Jóia de Morro Bay, Califórnia ". Marlin é relutante em permitir que Dory viaje através do oceano, mas com a incitação de Nemo e lembrando a dor que ele sentiu quase perdendo Nemo, ele relutantemente concorda em acompanhar Dory. Com a ajuda de Crush, Dory, Marlin e Nemo montam na corrente oceânica para a Califórnia. Dory, em seguida, vagueia perto de um naufrágio, onde o trio é forçado a fugir de uma lula gigante predatória, quase matando Nemo no processo. Marlin culpa Dory por colocar Nemo em perigo e, com raiva, diz-lhe que ela esquecer-se das coisas é o melhor que ela faz, Dory vagueia fora para a superfície e é "resgatada" por voluntários perto do Instituto de Vida Marinha (ela se envolveu em plástico durante a perseguição).
Dory é então marcada e enviada para a secção Quarentena do Instituto, onde ela conhece um fugitivo, o mal-humorado, polvo vermelho de sete pernas chamado Hank. Hank deseja a etiqueta de Dory, uma vez que significa que em vez de ser lançada de volta na natureza como outros peixes, ela será enviada para um aquário de água permanente em Cleveland. Hank, devido a uma experiência traumática no passado, tem medo de viver em estado selvagem e prefere viver em um confinamento seguro. Então ele faz um acordo com Dory para ajudá-la a encontrar seus pais em troca de sua etiqueta. Depois de observar várias pistas e recordando fragmentos de memória, Dory deduz que ela nasceu na exibição Mar Aberto e que deve ser onde seus pais estão. Ao longo do caminho, ela pede a ajuda de sua amiga de infância Destiny, uma tubarão-baleia míope, e Bailey, uma beluga que acredita que ele tenha perdido o seu uso da capacidade de ecolocalização. Depois de alcançar sua antiga casa no oceano aberto para exposições, Dory descobre que todas as cirurgiões-patelas azuis como ela está sendo transferida para Cleveland, o que significa que os pais devem estar de volta em quarentena. Enquanto isso, Marlin e Nemo tentam resgatar Dory, e eles recorrem a ajuda de um par de leões marinhos chamados Fúlvio e Rubens, que os introduzem a uma mobelha-grande amigável Beca. Beca consegue leva-los dentro do Instituto com um balde, e Marlin e Nemo fazem o seu caminho através de várias exposições antes de se reunir com Dory no sistema de tubulação do labirinto do Instituto.
Reunido, o trio vai para a Quarentena, onde eles conseguem encontrar o tanque com outros cirurgiões-patelas estão sendo mantidas. No entanto, eles explicam que, quando a jovem Dory foi sugada para fora através do sistema de tubos do Instituto, seus pais foram a quarentena para procurar-la, mas nunca mais voltaram, indicando que provavelmente morreram na tentativa. Enquanto Dory está em choque, Hank tenta evacuar ela, Marlin e Nemo, mas só consegue recuperar Dory. Marlin e Nemo estão presos no tanque azul como ele é carregado no caminhão com destino a Cleveland, e na pressa de escapar Hank acidentalmente deixa Dory cair em um dreno, deixando-a sozinha no oceano novamente. Tendo esquecido por que ela está no oceano, Dory inconsolável vagueia sem rumo antes que ela se depara com um rastro de conchas. Lembrando que seus pais haviam lhe ensinado a seguir uma trilha de conchas para voltar para casa, Dory segue a trilha e, eventualmente, está reunida com seus pais, Charlie e Jenny. Ambos revelam que, quando eles não poderiam encontrar Dory em quarentena, eles deduziram que ela escapou para o oceano, para que eles escapassem do Instituto, bem como foram gastos nos últimos anos, que estabelece as trilhas de conchas na esperança de que Dory iria encontrá-los e segui-los para casa. Feliz por estar de volta com a sua família, Dory de repente se lembra que ela precisa para resgatar Marlin e Nemo.
Destiny e Bailey escapam de suas exposições para ajudar a interceptar Dory e o caminhão, que eles conseguem temporariamente para-lo, pedindo para as lontras do mar entrarem na rodovia e distrair o tráfego. Destiny, em seguida, lança Dory no céu com sua cauda, e as lontras pegam-la e a levam para o caminhão. Uma vez dentro, Dory consegue ajudar a Marlin e Nemo escapar, mas são acidentalmente deixados para trás. Com a porta do caminhão trancada, Dory, em seguida, convence Hank que viver em estado selvagem não é tão ruim, e Hank concorda em ajudá-la a escapar novamente. Eles trabalham juntos para roubar o caminhão dirigindo para fora de um penhasco no oceano, liberando todos os outros peixes dentro também. Reunidos, Dory, seus pais, Hank, Destiny, e Bailey voltam com Marlin e Nemo para viver uma nova vida na Grande Barreira de Coral.
Em uma cena pós-créditos, a "Turma do Aquário" do filme anterior, que ainda estão presos em seus sacos de plástico, conseguem fazer o seu caminho para a Califórnia, onde eles estão prontamente "resgatados" por voluntários do Instituto de Vida Marinha.

## Elenco
- Ellen DeGeneres como Dory. No Brasil, Maíra Góes.[5] Em Portugal, Rita Blanco.[6]
- Albert Brooks como Marlin. No Brasil, Júlio Chaves.[5] Em Portugal, Rui Paulo.[6]
- Hayden Rolence como Nemo. No Brasil, Rafael Mezadri.[5] Em Portugal, Tomás Andrade.[6]
- Willem Dafoe como Gill(pt-BR) ou Guelra(pt-PT?). No Brasil, Márcio Simões.[5] Em Portugal, Paulo Oom.[6]
- Ed O'Neill como Hank. No Brasil, Antonio Tabet.[5] Em Portugal, Marco Delgado.[6]
- Kaitlin Olson como Destiny. No Brasil, Natali Pazete.[5] Em Portugal, Ana Guiomar.[6]
- Ty Burrell como Bailey. No Brasil, Mckeidy Lisita.[5] Em Portugal, José Neves.[6]
- Diane Keaton como Jenny. No Brasil, Lina Rossana.[5] Em Portugal, Filomena Cautela.[6]
- Eugene Levy como Charlie. No Brasil, Eduardo Borgerth.[5] Em Portugal, Fernando Luís.[6]
- Brad Garrett como Bolota(pt-BR) ou Balão(pt-PT?). No Brasil, Jorge Vasconcelos.[5] Em Portugal, João Lagarto.[6]
- Allison Janney como Peach(pt-BR) ou Pêssego(pt-PT?). No Brasil, Fernanda Baronne.[5] Em Portugal, Heitor Lourenço.[6]
- Austin Pendleton como Gluglu. No Brasil, Rodrigo Oliveira.[5] Em Portugal, Filipe Feio.[6]
- Stephen Root como Bolha(pt-BR) ou Bolhas(pt-PT?). No Brasil, Duda Ribeiro.[5] Em Portugal, Carlos Macedo.[6]
- Vicki Lewis como Deb/Flo(pt-BR) ou Vai/Vem(pt-PT?). No Brasil, Carla Pompílio.[5] Em Portugal, Helena Laureano.[6]
- Jerome Ranft como Jacques. No Brasil, Sérgio Stern.[5] Em Portugal, Carlos Macedo.[6]
- Idris Elba como Flúvio. No Brasil, Anderson Bizzocchi.[5] Em Portugal, Jorge Mourato.[6]
- Dominic West como Rubens. No Brasil, Daniel Nascimento.[5] Em Portugal, Bruno Ferreira.[6]
- Bob Peterson como Tio Raia(pt-BR) ou Sr. Raia(pt-PT?). No Brasil, Gutemberg Barros.[5] Em Portugal, José Jorge Duarte.[6]
- Andrew Stanton como Crush(pt-BR) ou Casco(pt-PT?). No Brasil, Cláudio Galvan.[5] Em Portugal, Pedro Pernas.[6]
- Bennett Dammann como Esguicho(pt-BR) ou Curto(pt-PT?). No Brasil, Luiz Felipe Mello.[5] Em Portugal, Francisco Magalhães.[6]
- Kate McKinnon como Inez. No Brasil, Márcia Morelli.[5] Em Portugal, Teresa Sobral.[6]
- Bill Hader como Stan. No Brasil, Marcelo Garcia.[5] Em Portugal, João Cabral.[6]
- John Ratzenberger como Bill. No Brasil, Flávio Back.[5] Em Portugal, António Vaz Mendes.[6]
- Alexander Gould como Carl. No Brasil, Gabriel Reis.[5] Em Portugal, Heitor Lourenço.[6]
- Sigourney Weaver como Guia Marinha. No Brasil, Marília Gabriela.[5] Em Portugal, Leonor Alcácer.[6]
- Katherine Ringgold como Peixe-Galinha. No Brasil, Isabelle Cunha.[5] Em Portugal, Carolina Sales.[6]
- Angus MacLane como Peixe-Lua. No Brasil, Carlos Gesteira.[5] Em Portugal, Carlos Macedo.[6]

## Produção
Antes da produção de Finding Dory, a Disney havia planejado fazer uma sequência para Finding Nemo sem o envolvimento da Pixar, através da Circle 7 Animation, um estúdio que a Disney anunciou em 2005 com a intenção de fazer sequências de propriedades da Pixar. No entanto, devido à aquisição da Pixar pela Disney em 2006, o Circle 7 foi fechado pela Disney sem ter produzido um único filme. Embora nunca tenha entrado em produção, um roteiro para a versão do Circle 7 foi carregado no site oficial do Raindance Film Festival; os elementos desse roteiro não elaborado incluíam a introdução de um irmão gêmeo há muito tempo perdido de Nemo, Remy, e um enredo em que Marlin é capturado e deveria ser salvo por eles com a ajuda de Dory.

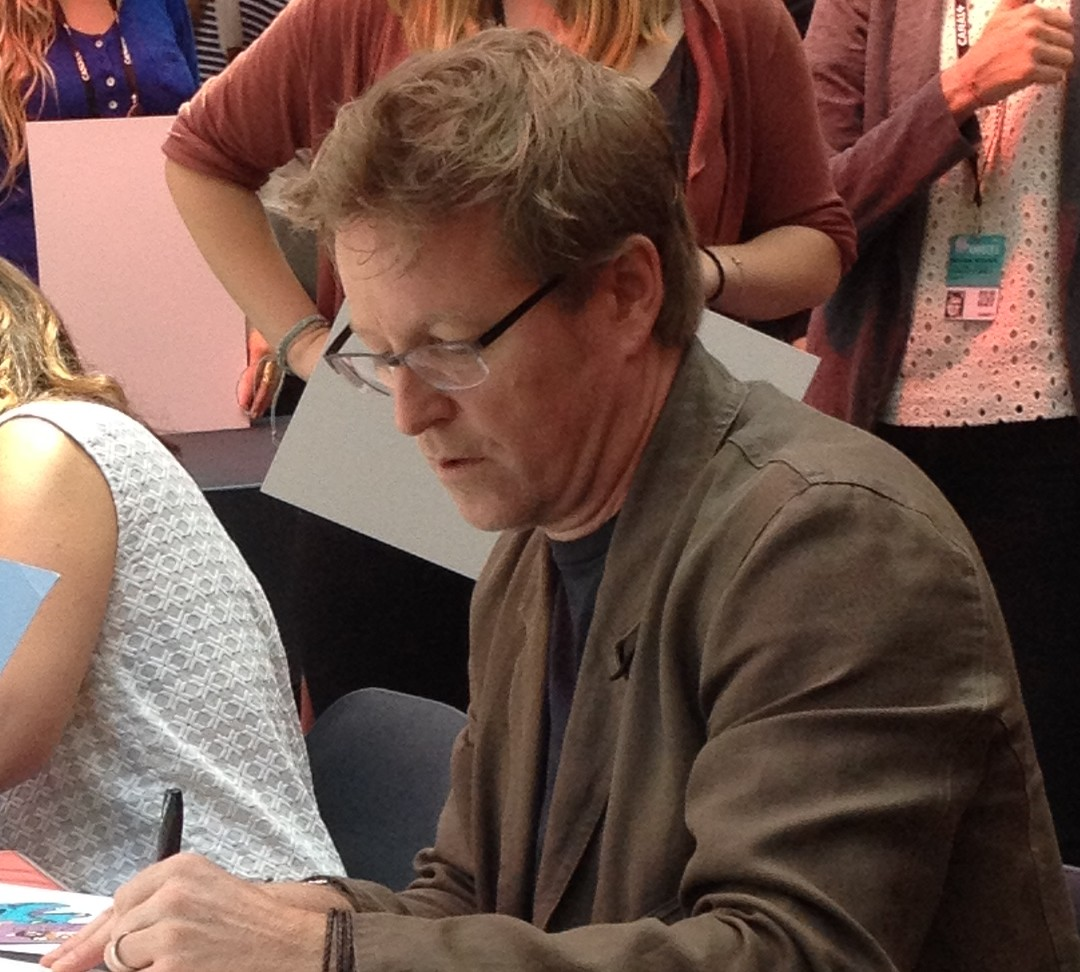
O diretor Andrew Stanton no Festival de Cinema de Animação de Annecy de 2016.

Em julho de 2012, Andrew Stanton foi anunciado como diretor da sequência de Finding Nemo, com Victoria Strouse escrevendo o roteiro. Naquele mesmo mês, Stanton examinou a veracidade das notícias envolvendo a potencial sequência. Em agosto daquele ano, Ellen DeGeneres entrou em negociações para reprisar seu papel de Dory e em setembro, o filme foi confirmado por Stanton, dizendo: "O que estava imediatamente na minha lista de prioridades era escrever uma sequência para John Carter. Quando isso foi descartado, tudo começou do zero. Eu sei que serei acusado por pessoas mais sarcásticas de que é uma reação ao fato de Carter não ter ido bem [comercialmente], mas pensei apenas no momento, não em sua presunção". Em fevereiro de 2013, foi confirmado pela imprensa que Albert Brooks iria repetir o papel de Marlin na sequência.
Em abril de 2013, a Disney anunciou o nome para a sequência, Finding Dory, confirmando que DeGeneres e Brooks reprisariam seus papéis como Dory e Marlin, respectivamente. Após uma longa campanha para uma sequência em seu programa The Ellen DeGeneres Show, DeGeneres declarou:
Esperei por este dia por muito, muito, muito, muito, muito, muito tempo. Não estou brava por ter demorado tanto. Eu sei que o pessoal da Pixar estava ocupado criando "Toy Story 16". Mas o tempo que levaram valeu a pena. O roteiro é fantástico. E tem tudo o que adorei no primeiro: tem muito coração, é muito engraçado e a melhor parte é que tem muito mais da Dory!
Em uma entrevista de julho de 2013 para o jornal Los Angeles Times, Stanton falou sobre a origem da sequência: "Sempre houve um questionamento educado vindo da Disney [sobre uma sequência de Finding Nemo]. Eu sempre disse 'Sem sequências, sem sequências'. Mas eu tive que embarcar no ponto de vista do vice-presidente [do estúdio]. [Sequências] são parte da necessidade de nos mantermos à tona, mas não queremos ter que ir para lá por esses motivos. Queremos ir para lá de forma criativa, então dissemos [para a Disney]: 'Vocês podem nos dar o cronograma de quando o lançaremos? Porque gostaríamos de lançar algo que realmente queremos fazer, e podemos não conseguir no ano que vocês querem'".
Em uma entrevista de 2016, Stanton explicou como surgiu a história do filme: “Eu não assisto meus filmes com muita frequência depois que eles são finalizados porque eu já os assisto várias vezes antes mesmo de serem lançados. Então, por volta de 2010, quando estávamos preparando Finding Nemo para o relançamento em 3D, foi interessante assistir novamente depois de todo esse tempo. Algo meio que se alojou no fundo do meu cérebro e começou a ferver. Comecei a pensar em como Dory poderia facilmente se perder e não encontrar Marlin e Nemo novamente. Ela basicamente estava no mesmo estado em que estava quando Marlin a encontrou. Eu não sabia de onde ela era. Eu sabia que ela havia passado a maior parte de sua juventude vagando sozinha pelo oceano e queria saber se ela poderia encontrar sua nova família se ela se perdesse novamente. É quase como se meu lado paterno estivesse preocupado". Stanton afirmou adicionalmente: "Eu sabia que se algum dia eu fizesse um Finding Dory ou mencionasse uma sequência de Finding Nemo em voz alta, estaria acabado, não haveria como colocar aquele cavalo de volta no celeiro. Então, mantive tudo em segredo até saber que tinha uma história que eu achava que seria válida, e isso foi no início de 2012. Então, apresentei-a a John Lasseter e ele gostou. Então, consegui uma escritora e, assim que tivemos um tratamento que gostamos, me senti confortável ligando para Ellen para falar do projeto".

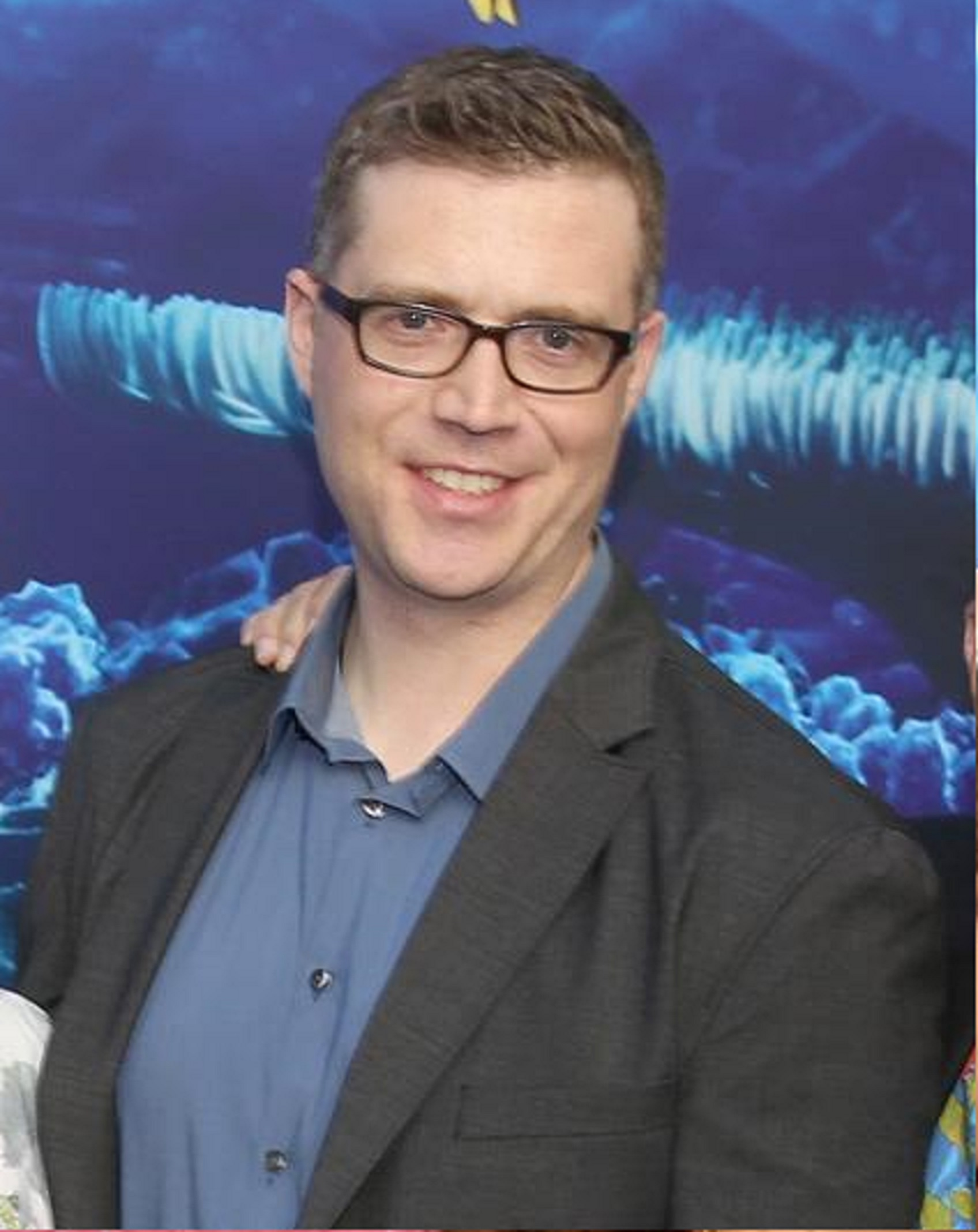
O codiretor Angus MacLane na estreia de Finding Dory

Stanton escolheu Victoria Strouse para escrever o roteiro. Mais tarde, ela disse: "[O roteiro] sempre teve colaboração de Andrew, mas na maior parte era eu que escrevia. Claro, Andrew fazia alguns ajustes e dava sugestões, ele e eu fazíamos muitas discussões juntos e então trazíamos isso para o grupo de artistas de histórias do estúdio [...]". Ela apontou o esquecimento de Dory como um desafio ao escrever o roteiro, acrescentando: "Você não percebe como a memória é essencial para absolutamente tudo o que fazemos até que se senta para escrever sobre um personagem que não consegue se lembrar das coisas, e isso é o que cria uma narrativa que as pessoas podem seguir. Quando um personagem principal não consegue refletir sobre si mesmo e não consegue contar uma história, esse personagem é muito difícil de projetar porque ele não pode realmente liderar. Para fazer Dory ser capaz de liderar e fazer com que o público pudesse confiar nela foi a coisa mais difícil de fazer".
O final do filme foi revisado depois que os executivos da Pixar assistiram Blackfish, um documentário de 2013 que enfoca os perigos de manter baleias orcas em cativeiro. Inicialmente, alguns dos personagens deveriam acabar em um parque marinho semelhante ao SeaWorld, mas após uma revisão no roteiro ficou decidido que eles iriam fugir de lá.
Angus MacLane foi uma das primeiras pessoas a quem Stanton revelou sua ideia para a sequência. Juntos, com Bob Peterson, eles discutiram diferentes ideias de lugares que Dory visitaria durante sua jornada. Mais tarde, durante a festa de encerramento da produção de Brave (2012), Stanton convidou MacLane para se juntar a ele em sua primeira tarefa como co-diretor. Stanton descreveu o papel de MacLane como um "pau para toda obra", particularmente utilizando sua experiência em animação e história, bem como em produção, tendo ele mesmo criado alguns curtas-metragens.
Em agosto de 2015, na Disney's D23 Expo, foi anunciado que Hayden Rolence faria a voz de Nemo, substituindo Alexander Gould do primeiro filme, cuja voz ficou mais grossa quando ficou adulto (Gould dublou um personagem secundário na sequência). Na mesma exposição D23, os produtores também anunciaram que Ed O'Neill forneceria a voz do polvo Hank.
Para tornar a luz no filme mais realista, o RenderMan (software de renderização tridimensional da Pixar) foi completamente reprojetado, sofrendo a maior mudança em 25 anos.

## Música
A trilha sonora do filme foi composta por Thomas Newman e lançada em 17 de junho de 2016. Em 20 de maio de 2016, a cantora Sia fez um cover de "Unforgettable" de Nat King Cole no programa The Ellen DeGeneres Show após um anúncio de que seria apresentado no filme.
| N.º | Título                            | Intérprete | Duração |  |
| 1.  | "Kelpcake"                        |            | 0:46    |  |
| 2.  | "Finding Dory (Título principal)" |            | 0:55    |  |
| 3.  | "Lost at Sea"                     |            | 1:36    |  |
| 4.  | "One Year Later"                  |            | 2:24    |  |
| 5.  | "Migration Song"                  |            | 0:35    |  |
| 6.  | ""O, We're Going Home""           |            | 1:38    |  |
| 7.  | "Jewel of Morro Bay"              |            | 2:00    |  |
| 8.  | "Gnarly Chop"                     |            | 1:39    |  |
| 9.  | "Squid Chase"                     |            | 1:28    |  |
| 10. | "Sigourney Weaver"                |            | 1:21    |  |
| 11. | "Hank"                            |            | 3:19    |  |
| 12. | "Nobody's Fine"                   |            | 3:29    |  |
| 13. | "Rebecca Darling"                 |            | 1:54    |  |
| 14. | "Meet Destiny"                    |            | 1:07    |  |
| 15. | "Joker at Work"                   |            | 1:16    |  |
| 16. | "Becky Files"                     |            | 3:53    |  |
| 17. | "Hands!"                          |            | 2:24    |  |
| 18. | "Almost Home"                     |            | 2:01    |  |
| 19. | "Open Ocean"                      |            | 3:18    |  |
| 20. | "Two Lefts and a Right"           |            | 3:57    |  |
| 21. | "Everything About You"            |            | 1:41    |  |
| 22. | "Quarantine"                      |            | 2:41    |  |
| 23. | "Warp"                            |            | 1:03    |  |
| 24. | "All Alone"                       |            | 0:53    |  |
| 25. | "...Shells"                       |            | 4:47    |  |
| 26. | "No Walls"                        |            | 2:25    |  |
| 27. | "Okay with Crazy"                 |            | 1:50    |  |
| 28. | "Hide and Seek"                   |            | 1:51    |  |
| 29. | "Quite a View"                    |            | 1:25    |  |
| 30. | "Unforgettable (Fim do título)"   | Sia        | 3:17    |  |
| 31. | "Three Hearts (Fim do título)"    |            | 3:29    |  |
| 32. | "Loon Tune"                       |            | 1:20    |  |
| 33. | "Fish Who Wander"                 |            | 1:18    |  |
| 34. | "Release"                         |            | 1:13    |  |

## Lançamento

### Teatral
O filme estreou em 8 de junho de 2016, no El Capitan Theatre, em Los Angeles. Originalmente, Finding Dory estava agendado para ter seu lançamento em 25 de novembro de 2015, mas posteriormente foi adiado para 17 de junho de 2016. Nos cinemas, o filme foi acompanhado pelo curta-metragem do estúdio, Piper. O filme foi relançado no final de semana do feriado estadunidense do Labor Day em 2 de setembro.

### Mídia doméstica
A Walt Disney Studios Home Entertainment lançou Finding Dory para lançamento digital em 25 de outubro de 2016, e em Blu-ray (2D e 3D) e DVD em 15 de novembro. As cópias físicas contêm bônus de bastidores, comentários em áudio, cenas excluídas e dois curtas: Piper (que acompanhou o filme durante sua exibição nos cinemas) e Marine Life Interviews (que apresentava entrevistas com os habitantes do Marine Life Institute sobre seus encontros com Dory).
O filme obteve uma receita de US$ 91,5 milhões com vendas de mídia doméstica, com 5,5 milhões de unidades vendidas, tornando-se o segundo título mais vendido de 2016, atrás de Star Wars: O Despertar da Força. Por fim, Finding Dory foi lançado em Blu-ray 4K Ultra HD em 10 de setembro de 2019.

## Recepção

### Comercial
O filme arrecadou US$ 486,3 milhões nos Estados Unidos e Canadá e US$ 542,3 milhões em outros países, totalizando US$ 1,029 bilhão. Foi o terceiro filme de maior bilheteria de 2016 e estabeleceu a posição de quarta animação de maior bilheteria de todos os tempos. Teve uma estreia mundial de US$ 185,7 milhões, tornando-se a sexta maior de todos os tempos para um filme de animação, e uma abertura global em IMAX de US$ 6,4 milhões. A Deadline Hollywood calculou o lucro líquido do filme em US$ 296,6 milhões, contabilizando orçamentos de produção, marketing, participações de talentos e outros custos; as receitas de bilheteria e as receitas de mídia doméstica colocaram-no em quarto lugar na lista dos "blockbusters mais valiosos" de 2016.
Nos Estados Unidos a animação foi lançada no mesmo dia que Central Intelligence em 17 de junho de 2016, em 4.305 cinemas: 3.200 em 3D, aproximadamente 100 em IMAX e 425 em grande formato premium. Finding Dory arrecadou US$ 55 milhões em seu primeiro dia, incluindo US$ 9,2 milhões nas prévias de quinta à noite (um recorde tanto para a Pixar quanto para qualquer filme de animação). Foi o filme de animação mais vendido do Fandango de todos os tempos, superando o recordista anterior, Minions (2015). Estreou arrecadando US$ 135,1 milhões, um recorde para o maior fim de semana de estreia de um filme de animação, que foi 93,8% acima da estreia de Finding Nemo, de US$ 70,3 milhões. Finding Dory também teve o segundo maior fim de semana de estreia em junho, atrás de Jurassic World. Nos cinemas IMAX, o filme arrecadou US$ 5 milhões em 211 cinemas, se tornando a terceira melhor abertura animada no formato atrás de Zootopia (US$ 5,2 milhões) e Toy Story 3 (US$ 8,4 milhões).
Em todo o mundo, Finding Dory recebeu um lançamento escalonado em um período de quatro meses, de junho a setembro, com a Alemanha sendo o último país a fazê-lo. Isso foi feito para aproveitar os principais feriados e datas competitivas em todo o mundo. Arrecadou cerca de US$ 50,7 milhões em seu fim de semana de estreia em 29 países. Em seu segundo fim de semana, arrecadou US$ 38,7 milhões em 37 mercados, ficando em terceiro lugar, atrás de Independence Day: Resurgence e Now You See Me 2. No mesmo fim de semana, juntamente com sua arrecadação de US$ 73 milhões na América do Norte, o filme ajudou a Pixar a ultrapassar a marca de US$ 10 bilhões de receita em todo o mundo somando todos os títulos do estúdio desde Toy Story (1995).

### Resposta crítica
No site agregador de resenhas Rotten Tomatoes, o filme detém um índice de aprovação de 94% com base em 339 resenhas, com uma classificação média de 7,7/10; seu consenso crítico diz: "Engraçado, comovente e instigante, Finding Dory oferece uma aventura lindamente animada que adiciona outro capítulo divertido à história clássica de seu antecessor". O Metacritic, que usa uma média ponderada, atribuiu a Finding Dory uma pontuação 77/100 com base em 48 críticos, indicando "avaliações geralmente favoráveis". O público pesquisado pelo CinemaScore deu ao filme uma nota média "A" em uma escala de "A+" a "F", enquanto o PostTrak relatou uma pontuação geral positiva de 91% e uma "recomendação definitiva" de 81% entre crianças.
Mike Ryan, crítico cinematográfico do site Uproxx, escreveu: "Nunca pensei que quisesse uma sequência de Finding Nemo, mas aqui estamos e estou muito feliz que ela exista. E, para mim, foi uma experiência mais emocional do que o primeiro filme. Finding Dory conseguiu me fazer chorar". A. O. Scott, do jornal The New York Times, disse que embora o filme careça de "originalidade deslumbrante", ele ainda tem "calor, charme e bom humor". Em sua crítica para a revista Variety, Owen Gleiberman escreveu: "É um filme que transborda de risadas (a maioria delas boas, algumas delas pegajosas) e lágrimas (todas merecidas) [...]". Joe Morgenstern do The Wall Street Journal disse que "Finding Dory pode ser comovente, doce e terno, mas é compulsivamente, absurdamente e firmemente engraçado". Peter Travers, da Rolling Stone, deu ao filme três estrelas e meia de quatro e disse que o filme "transborda com humor, coração e milagres de animação", apesar de não ter "a nova surpresa de seu antecessor". Wendy Ide do jornal britânico The Observer escreveu que o filme "reprisa o tema central de Finding Nemo: o do vínculo duradouro entre pais e filhos e o abraço especial da família, em todas as suas permutações", mas acrescentou: "é abordado com tanto charme e calor que dificilmente importa que os dois filmes compartilhem arcos tão semelhantes".
Todd McCarthy, do The Hollywood Reporter, escreveu: "Sua heroína pode sofrer de perda de memória recente, mas os espectadores com alguma memória perceberão que Finding Dory fica um pouco aquém de seu maravilhoso progenitor". Escrevendo para o Los Angeles Times, Kenneth Turan argumentou que "considerando a diferença de treze anos entre [Finding] Nemo e [Finding] Dory, não era um conceito que pedia para [uma sequência] ser criada". O comentarista Armond White, da revista National Review, escreveu: "Para quem não é uma babá legalmente vinculada, Finding Dory não oferece nada que agrade ao gosto pelo humor mais refinado, pela diversão mais livre ou pela produção cinematográfica genuinamente expressiva".

## Controvérsias e questões ambientais
Os conservacionistas alertaram que, assim como ocorreu com o primeiro filme, Finding Dory poderia incentivar pessoas a comprar peixes cirurgião-patela, que é a espécie de Dory, para serem criados em aquários domésticos. Os cirurgiões-patela não podem ser criados em cativeiro e devem ser mantidos na natureza. Isso é justificável pelo fato deles serem da família acanthuridae e exibem espinhos afiados em ambos os lados da cauda que podem causar ferimentos graves.
Ao promover o filme, a atriz Ellen DeGeneres lembrou ao público que o lar da vida real de Nemo e Dory, a Grande Barreira de Coral, está sob enorme ameaça, principalmente devido ao branqueamento do coral, um processo induzido pelo aquecimento global, que matou recifes de corais em grande escala.
Em 2019, investigadores do Reino Unido, Canadá e Estados Unidos publicaram um artigo científico mostrando que as importações de peixes cirurgião-patela para a América não aumentaram após o lançamento do filme, mas as pesquisas sobre a espécie na Internet dispararam.